# Museu Hammer
El Museu Hammer o Hammer Museum, que està afiliat a la Universitat de Califòrnia a Los Angeles, és un museu d'art i un centre cultural. Fundat el 1990 per l'empresari Armand Hammer a partir de la seva col·lecció personal d'obres d'art, el museu ha ampliat des de llavors les seves col·leccions i àrees d'actuació. Treballa en particular per facilitar l'aparició d'artistes contemporanis.

## Història
El museu va ser fundat el 1990 per l'empresari Armand Hammer, accionista i director de l'Occidental Petroleum Corporation, però també conegut per les seves activitats comercials amb la Unió Soviètica durant la dècada de 1920. Armand Hammer va ser membre de la junta directiva del Museu d'Art del Comtat de Los Angeles, LACMA, durant prop de 20 anys, avançant en la importància i la notorietat d'aquest museu mitjançant els seus préstecs. Però als anys vuitanta, en desacord sobre com es podien exhibir aquestes obres i ja que desitjava mantenir una certa unitat a la seva col·lecció, va decidir crear el seu propi museu. El 21 de gener de 1988, en va anunciar la construcció en un garatge adjacent a la seu de la seva companyia petroliera a Westwood. La comunitat urbana va celebrar aquest projecte com un punt d'inflexió positiu en el desenvolupament del districte, però el projecte també fa reaccionar els altres accionistes de la seva empresa, que aconsegueixen que un jutge federal limiti els costos de la construcció.
Dissenyat per Edward Larrabee Barnes, l'arquitecte responsable del Museu d'Art de Dallas i del Walker Art Center, l'edifici que alberga el museu està dissenyat com un palau amb galeries centrades al voltant d'un tranquil pati interior i una façana exterior relativament austera.
L'arquitecte Michael Maltzan va ajudar a desenvolupar el disseny inicial, amb el teatre Billy Wilder del museu construït el 2006, el pati i la cafeteria el 2012 i el pont John V. Tunney el 2015. Aquest pont per a vianants, batejat així en honor de John V. Tunney, president del Patronat del Hammer Museum durant molt de temps, connecta el nivell superior de les galeries amb el pati interior. Altres novetats s'anuncien el 2017, sota la direcció del mateix arquitecte.
Armand Hammer mor el desembre de 1990, menys d'un mes després de l'obertura al públic del seu museu homònim el novembre de 1990, deixant la incipient institució sumida en una demanda pel seu finançament i al centre de les batalles legals. El 1994, el consell de la Universitat de Califòrnia va concloure un acord de 99 anys per al funcionament del museu, amb la Fundació Armand Hammer, i la seva direcció, aportant així a la institució certa estabilitat.

## Col·lecció permanent
La col·lecció permanent del Hammer Museum inclou cinc conjunts: la col·lecció Armand Hammer, una col·lecció contemporània, la col·lecció del Grunwald Center for the Graphic Arts de la UCLA; el jardí d'escultures Franklin D. Murphy i una col·lecció Armand Hammer sobre Daumier i els seus contemporanis.
La col·lecció Armand Hammer és el punt de partida. No és la col·lecció més gran quantitativament, però constitueix una selecció notable de pintures, dibuixos i gravats. Va ser format durant diverses dècades pel mateix Armand Hammer. Una part important d'aquest conjunt de la col·lecció es refereix als impressionistes i post impressionistes pintures del segle xix i principis del XX, encara que la col·lecció s'estengui des del segle xv al XX. Per reunir una col·lecció d'aquest tipus i aconseguir reunir un conjunt d'artistes de prestigi, Armand Hammer va aconseguir seleccionar tant dibuixos com pintures. Destaquen aquesta col·lecció: Juno (vers 1665-1668) de Rembrandt van Rijn, L'educació de la Mare de Déu (1748-1752) de Jean-Honoré Fragonard, El Pelele (vers 1791) de Francisco Goya, Salome Dancing Before Herodes (1876) de Gustave Moreau, el Dr. Pozzi a casa (1881) de John Singer Sargent, Bonjour Monsieur Gauguin (1889) de Paul Gauguin i Hôpital à Saint-Remy (1889) de Vincent van Gogh. En dibuixos i gravats, aquesta col·lecció inclou obres de Miquel Àngel, Watteau i Ingres.
La col·lecció contemporània, inaugurada el 1999, és una col·lecció creixent sobre artistes emergents. El més destacat d'aquest conjunt consisteix en obres de Kara Walker, Doug Aitken, Mary Kelly, etc.
La col·lecció del Grunwald Center for the Graphic Arts de l'UCLA és una de les col·leccions d'obres més importants formades per diverses donacions i la recopilació de fotografies contemporànies iniciades pel fotògraf Robert Heinecken.

El jardí d'escultures Franklin D. Murphy de l'UCLA, inaugurat el 1967, està dedicat al canceller homònim de la universitat. Dissenyat per l'arquitecte paisatgista Ralph Cornell, aquest jardí acull més de setanta obres d'escultura moderna i contemporània en un entorn de cinc hectàrees. Aquesta col·lecció inclou obres de Deborah Butterfield, Alexander Calder, Henri Matisse, Joan Miró, Henry Moore, Isamu Noguchi, Auguste Rodin, Gaston Lachaise, Jacques Lipchitz i David Smith.

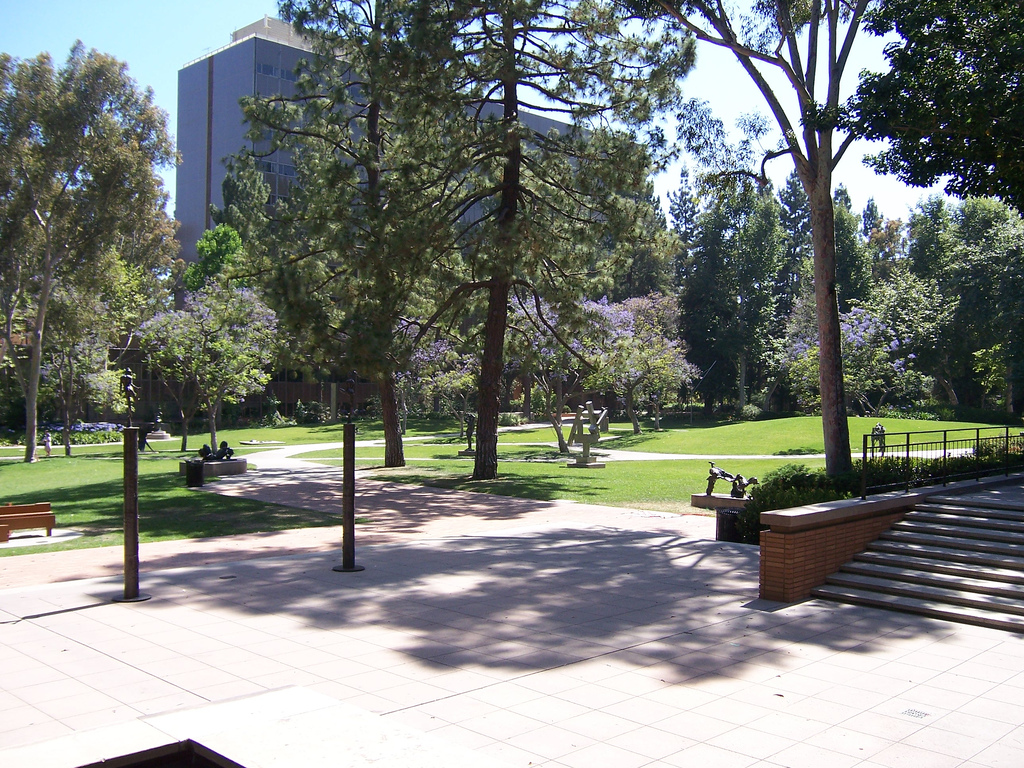
Vista des del jardí.
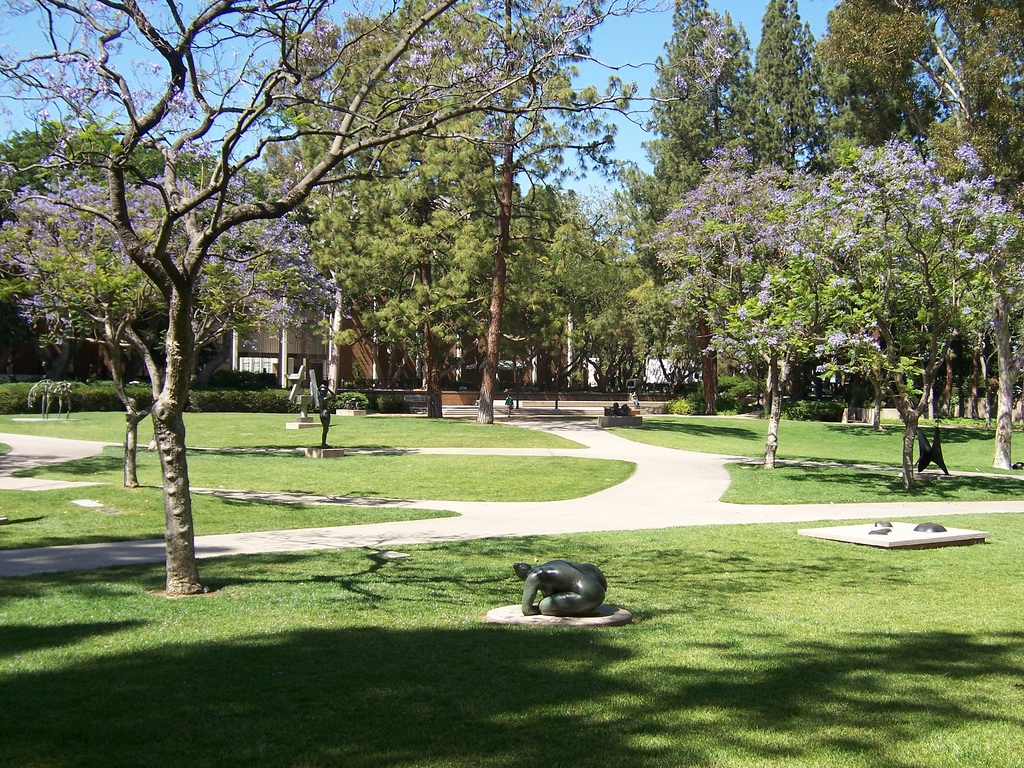
Una altra visió.
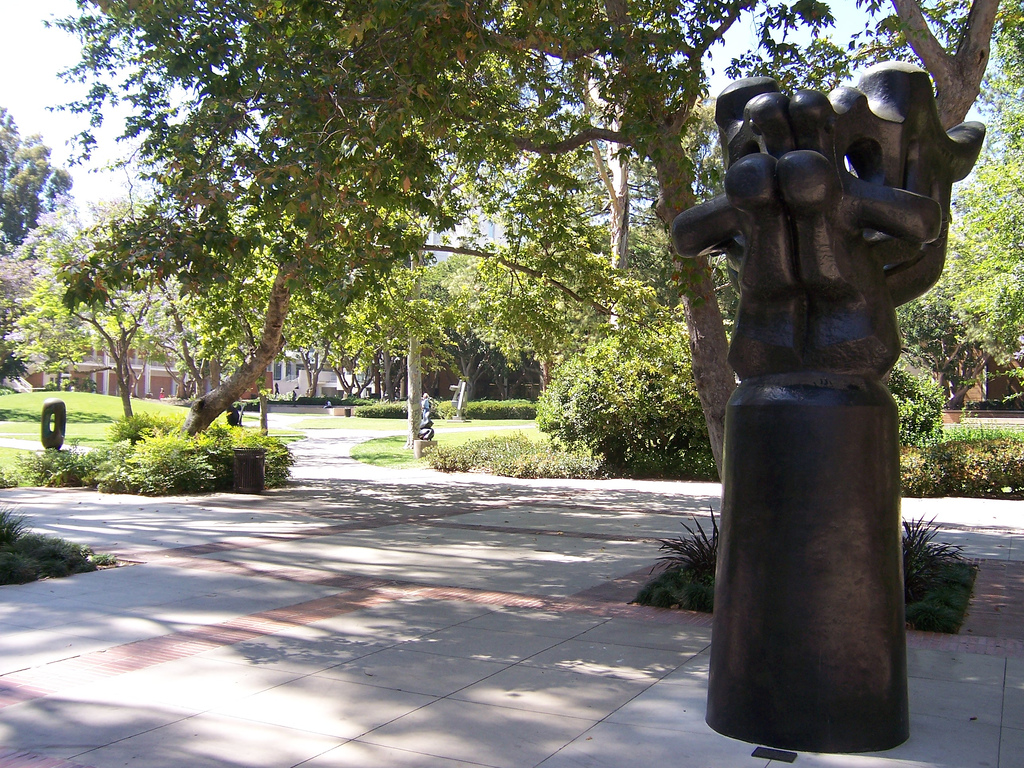
Escultura de Jacques Lipchitz.
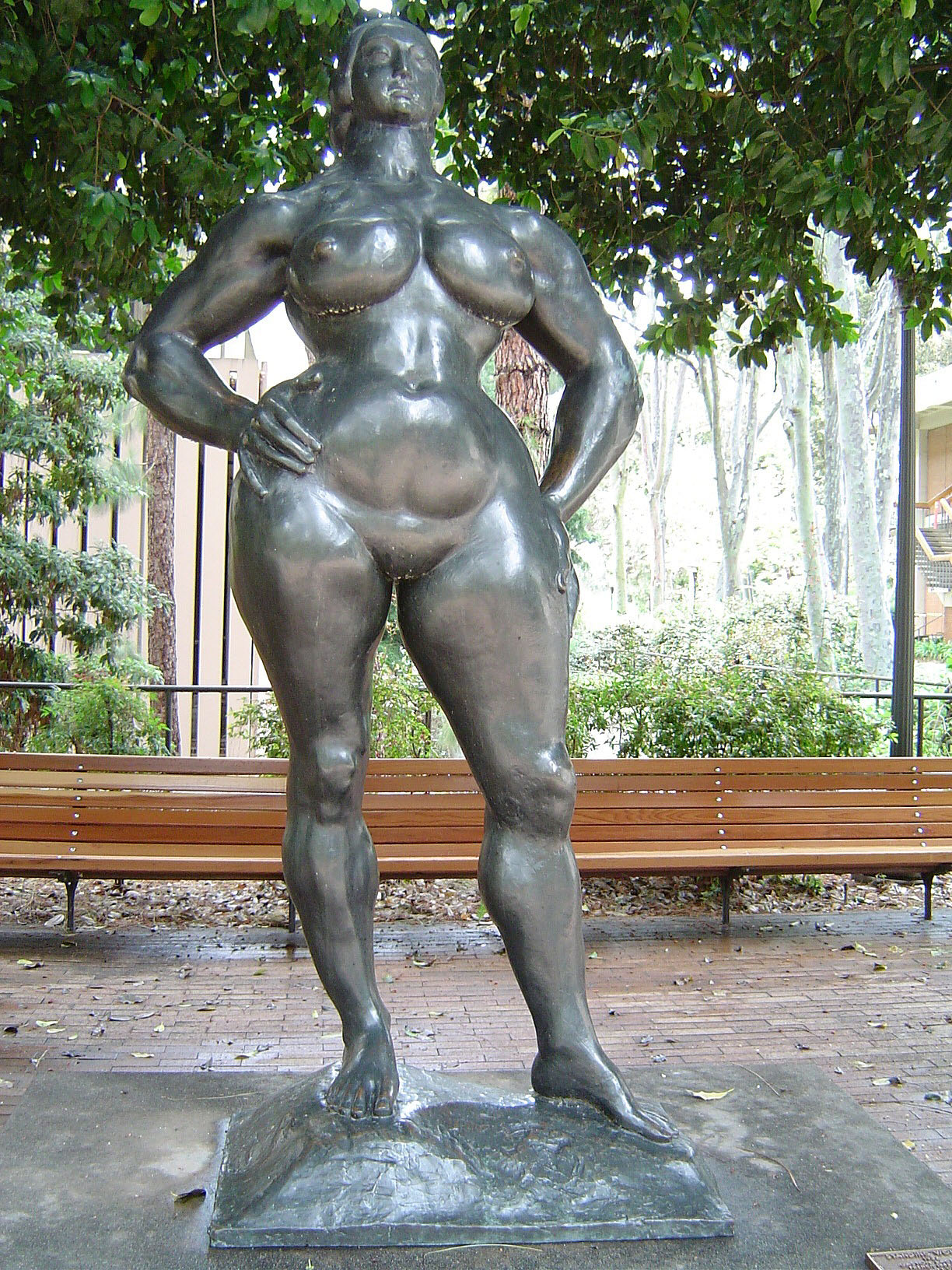
i Gaston Lachaise.

La col·lecció dedicada a Honoré Daumier i als seus contemporanis és una de les col·leccions més importants de l'obra de Daumier fora de França.